# Richard Carew (Politiker, 1641)
Richard Carew (* unsicher: getauft am 21. April 1641; † vor 18. September 1691) war ein englischer Politiker, der dreimal als Mitglied des House of Commons gewählt wurde.

## Herkunft und Ausbildung
Richard Carew entstammte der Familie Carew aus Antony, einer angesehenen Familie der Gentry von Cornwall. Er war der sechste, doch viertälteste überlebende Sohn von Alexander Carew und dessen Frau Jane Rolle. Zu seinen Geschwistern gehörte John Carew, 3. Baronet. Sein Vater wurde während des Englischen Bürgerkriegs 1644 als Verräter hingerichtet. In seinem Testament hatte sein Vater £ 500 für die Ausbildung von Richard zum Kaufmann bestimmt.

## Wahl zum Mitglied des House of Commons
1661 reiste Carew nach Smyrna in der Levante, wo bereits zwei seiner Brüder als Kaufleute tätig waren. Vermutlich 1673 kehrte er nach England zurück. 1674 heiratete er Penelope Tanat, eine Tochter von Rice Tanat aus Abertanat in Shropshire. Eine Schwester seiner Frau hatte Sidney Godolphin geheiratet, einen Politiker aus Cornwall. Vermutlich als Vertreter seines Bruders John Carew kandidierte Richard Carew bei der Unterhauswahl im Frühjahr 1679 erfolglos für das Borough Saltash. Daraufhin kandidierte er im Oktober 1679 und 1681 mit Unterstützung der Familie Rolle, der Verwandten seiner Mutter, erfolgreich für das Borough Callington. Wie sein Bruder John unterstützte er vermutlich die Exclusion Bill, weshalb er als Gegner des Hofes in keinen Ausschuss berufen wurde. Bei der Wahl von 1685 kandidierte er anscheinend nicht, doch nach der Glorious Revolution wurde er 1690 zusammen mit seinem Bruder John als Abgeordneter für Saltash gewählt. Offensichtlich war er aber nur ein Platzhalter.

## Tod und umstrittenes Erbe
Carew wurde am 18. September 1691 in Antony beigesetzt. Seine Ehe mit Penelope Tanat war kinderlos geblieben. Er vermachte seinen Landbesitz, den seine Frau in Denbighshire, Montgomeryshire und Shropshire geerbt hatte, seinem Bruder John. Dagegen klagten die Verwandten seiner Frau und forderten eine Entschädigung in Höhe von £ 4000. Erst im Januar 1698 entschied das House of Lords zugunsten seines Neffen Richard Carew, 4. Baronet, der nach dem Tod von John Carew dessen Erbe geworden war.